# Johann de Jandun
Johann de Jandun (1280-1328) fue un filósofo averroísta, teólogo, y escritor de textos políticos. Nació en la ciudad de Jandun en las Ardennes, en lo que actualmente es el norte de Francia. Como filósofo se dedicó a interpretar los textos de Aristóteles durante su estancia en París, y fue tradicionalmente citado como coautor junto a Marsilio de Padua del texto "Defensor Pacis", si bien ello es actualmente puesto en duda por algunos investigadores.
Escribió la primera guía turística de París.
De acuerdo con la Enciclopedia Católica, nació en torno al año 1300, graduándose en artes en el Collège de Navarre en París, y escribió un libro titulado "De Laudibus Parisiis".